# سزار ناتالی
سزار ناتالی (انگلیسی: Cesare Natali؛ زادهٔ ۵ آوریل ۱۹۷۹) بازیکن فوتبال اهل ایتالیا است.
از باشگاه‌هایی که در آن بازی کرده‌است می‌توان به باشگاه فوتبال فیورنتینا، باشگاه فوتبال تورینو، باشگاه فوتبال بولونیا، باشگاه فوتبال اودینزه، باشگاه فوتبال مونتسا، باشگاه فوتبال آتالانتا، و باشگاه فوتبال ساسولو اشاره کرد.
وی همچنین در تیم ملی فوتبال زیر ۲۱ سال ایتالیا بازی کرده‌است.